# 大鮫魚
大鮫魚（だいこうぎょ）は、古代中国の海にいたとされる伝説的な魚である。不老不死をかなえる蓬萊への行く手を阻み、紀元前210年に始皇帝に射殺された。高大魚（こうだいぎょ）、鮫大魚（こうだいぎょ）とも書かれる。

## 史記の記述
大鮫魚に関するもっとも古い記録は、『史記』秦始皇本紀の始皇帝37年（紀元前210年）の箇所にある。始皇帝に神薬を求められながら、何年たっても得られなかった方士徐巿（別の箇所に徐福と書かれる）は、蓬莱の薬を得られないのは大鮫魚に妨げられるからだと嘘を言い、射撃の名手に連弩で射させるよう求めた。その時巡幸中の始皇帝は、人の姿をした海神と戦う夢を見た。皇帝に問われた占夢博士は、水神を見ることはできず、大魚・蛟竜を兆候とすると言い、この悪神を除けば善神が来るだろうと答えた。始皇帝は船に乗ってみずから連弩を持ち、之罘で大魚を発見して射殺した。始皇帝はしばらくして病を発して死んだ。

## 日本での伝説
平安時代の『今昔物語集』は高大魚と書く。始皇帝は左驂馬という愛馬を大高魚が食い殺す夢を見て、高大魚を殺せという命令を下した。人々は高大魚を探したが、とても殺せるものではない。それとは別に、不死の薬を求めた始皇帝は、方士を蓬莱山に使わしたが、これも高大魚に妨げられた。そこで始皇帝がみずから船に乗り、高大魚を射殺した。すると帰る間に重い病を受けて病死したという。
室町時代に書かれた『太平記』では、鮫大魚とする。僧の妙吉が足利直義に語った故事として記される。やはり蓬莱山に不死の薬を求めた徐福・文政という道士が、竜神の祟りのせいで蓬莱に行けないと言い立てたため、始皇帝は数万槽の大船を率いて海に乗り出した。之罘の大河を過ぎるとき、300万人がときの声をあげると、驚いた竜神が鮫大魚という500丈（約1500メートル）ばかりの魚に変じて姿を現した。その頭は師子（獅子）のようで天に向かってそびえ、背は竜虵のようで海に横たわった。だが、四方から放たれた数百万の毒の矢を受けてたちまち殺された。その夜、始皇帝は竜神と戦う夢を見たが、翌日から病み苦しみ、7日後に死んだという。